# Ронис (подводная лодка)
«Ро́нис» — первая в серии из двух торпедных подводных лодок проекта «Луар-Симонэ» (фр. «Loire-Simonet»), построенных во Франции для ВМС Латвии в 1925—1927 годах. Вскоре после вхождения Латвии в СССР субмарина была зачислена в состав Балтийского флота.

## История создания
Субмарина строилась на верфи «Атель э Шантье де ла Луар» в Нанте. В 1926 году лодка была спущена на воду, а в 1927 году вошла в состав флота Латвии под именем «Ро́нис» (латыш. Ronis — тюлень).

## История службы

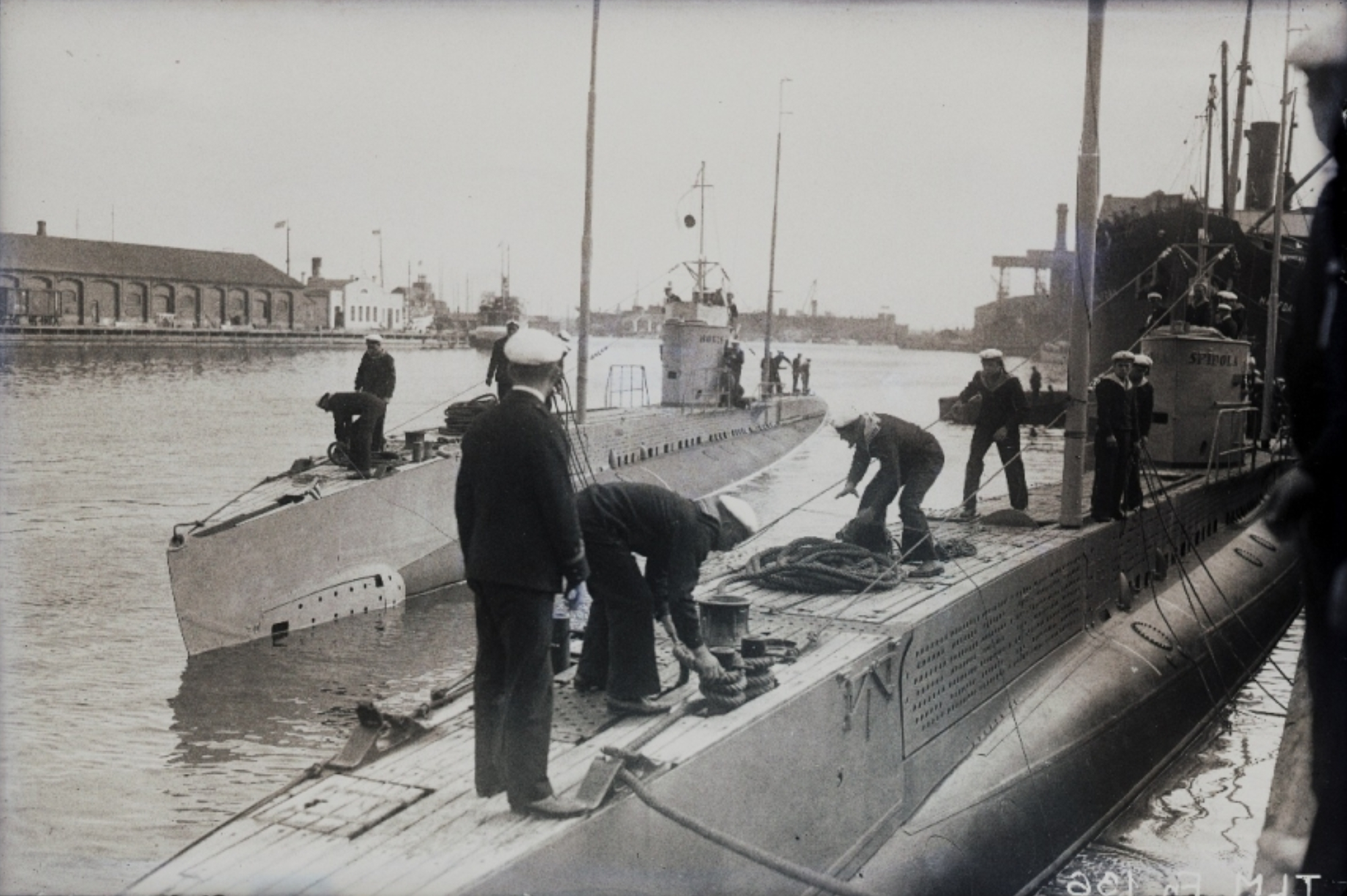
«Ро́нис» и «Спидола» в Таллине, 1927 г.

- 25 июля 1940 года вошла в состав Балтийского флота ВМФ СССР.
- До обороны Либавы в июне 1941 года проходила ремонт на заводе «Тосмаре». По одной версии на лодках шла замена торпедных аппаратов с 450-мм на 533-мм. По другой версии корабли были исправны, но необычность конструкции лодки и недостаток латышских специалистов не позволили советскому экипажу освоить управление и эксплуатацию.
- 23 июня 1941 года взорвана при эвакуации из городов.
- В 1942 году поднята, разделана на металл.

## Командиры
- А. К. Бергс (1926—1938)
- Р. Блёдниекс (1938—1940)
- Хуго Легздиньш (1940—1941)
- Александр Иванович Мадиссон.